# В небето
„В небето“ (на английски: Up) е американски компютърно анимиран филм от 2009 г. Това е вторият филм на Пийт Доктър, като първият е „Таласъми ООД“ от 2001 г. Печели над 731 милиона долара, което го прави третият филм на Pixar с най-големи приходи, оставайки зад „Търсенето на Немо“ и „Играта на играчките 3“.

## Синхронен дублаж

### Главен състав
| Роля               | Изпълнител      |
| ------------------ | --------------- |
| Карл               | Калин Арсов     |
| Манц               | Георги Новаков  |
| Ръсъл              | Емил Димитров   |
| Дъг                | Живко Джуранов  |
| Гама               | Петър Калчев    |
| Бета               | Георги Спасов   |
| Алфа               | Ненчо Балабанов |
| Новинар            | Георги Стоянов  |
| Малката Ели        | Ирена Велчева   |
| Малкият Карл       | Павел Петков    |
| Полицайка          | Таня Михайлова  |
| Работник           | Анатоли Божинов |
| Дежурен            | Явор Караиванов |
| Дежурен 1          | Атанас Сребрев  |
| Водач изследовател | Явор Караиванов |

### Други гласове
| Явор Караиванов   |
| Анатоли Божинов   |
| Владимир Михайлов |
| Таня Михайлова    |
| Атанас Сребрев    |
| Петър Калчев      |
| Милица Гладнишка  |

### Българска версия
| Обработка                       | Александра Аудио                      |
| Mix Studio                      | Shepperton International              |
| ------------------------------- | ------------------------------------- |
| Режисьор на дублажа             | Десислава Софранова                   |
| Превод                          | Венета Янкова                         |
| Творчески директор              | Венета Янкова                         |
| Продуцент на българската версия | Disney Character Voices International |